# 今井浜海岸駅
今井浜海岸駅（いまいはまかいがんえき）は、静岡県賀茂郡河津町見高にある、伊豆急行伊豆急行線の駅である。駅番号はIZ12。伊豆急下田駅の被管理駅である。
普通列車と臨時快速「河津桜リレー号」が停車する。今井浜海水浴場の最寄り駅であるが、後述のホーム有効長の問題などから、特急は全列車通過している。ただし、トップシーズンに設定された臨時列車の中には編成両数によって停車したものもある。

## 歴史
- 1962年（昭和37年）7月7日：臨時駅として今井浜海水浴場駅開設。
- 1969年（昭和44年）3月1日：今井浜海岸駅と改称。通年営業化。
- 2006年（平成18年）7月28日：新駅舎完成。
- 2021年（令和3年）1月16日：無人駅化[1]。

## 駅構造
単式ホーム1面1線を有する地上駅。国道135号よりやや高い崖上に位置するため、階段を上る必要がある。無人駅。
構内両端をトンネルに挟まれているためホーム有効長が十分に取れず、8両以上の編成では先頭から7両のみドアが開く（ドアカット）。2006年（平成18年）7月28日から、新築された駅舎を使用開始した。周辺環境にあわせ、木材を多用したログハウス風のデザインが採用され、木材の約6割は、地元河津町提供の天城杉を使用している。
駅舎脇に有料コインロッカーがある。しかし大きなキャリーバッグ等は入らない。

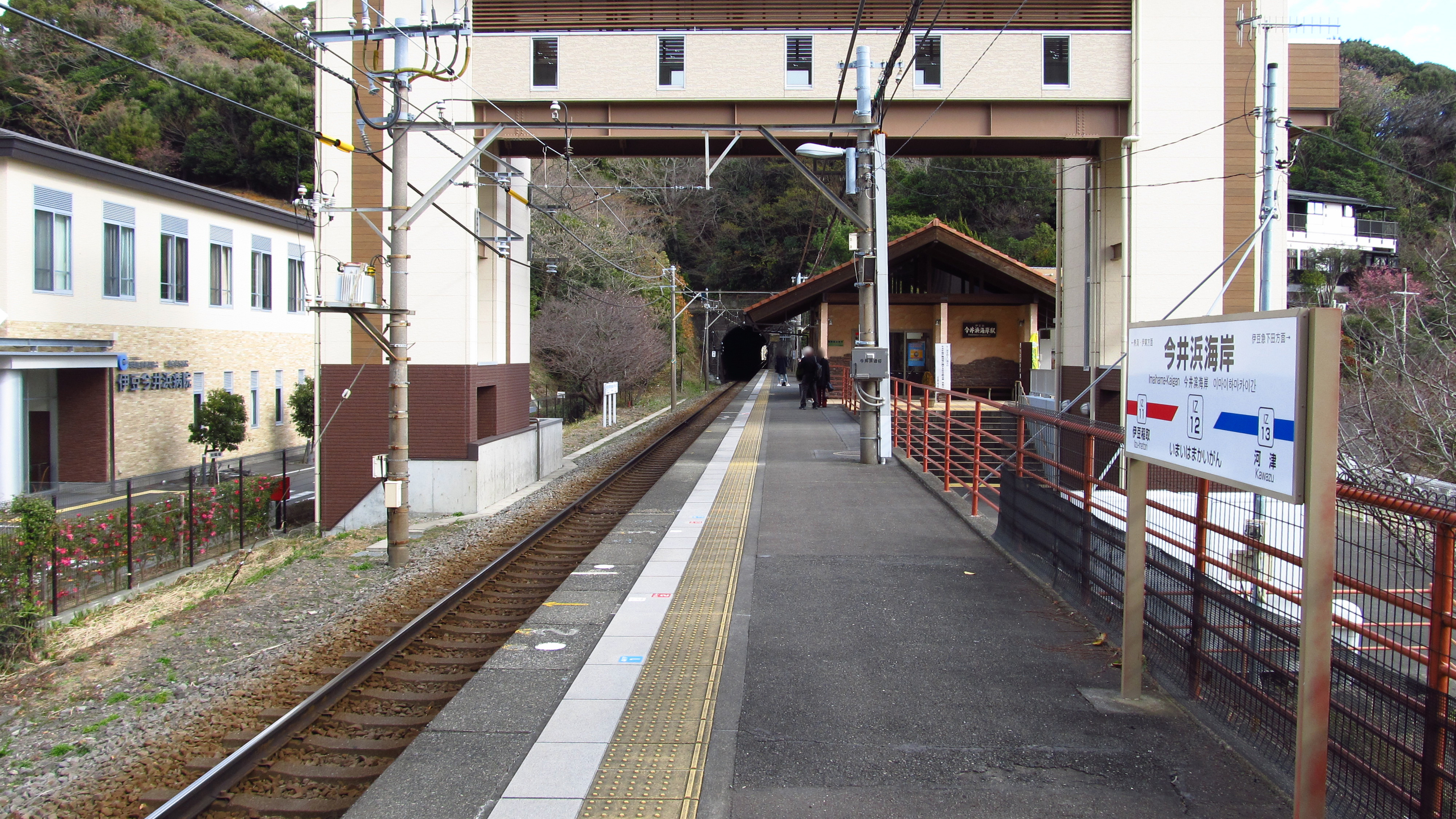
ホーム（2018年1月）
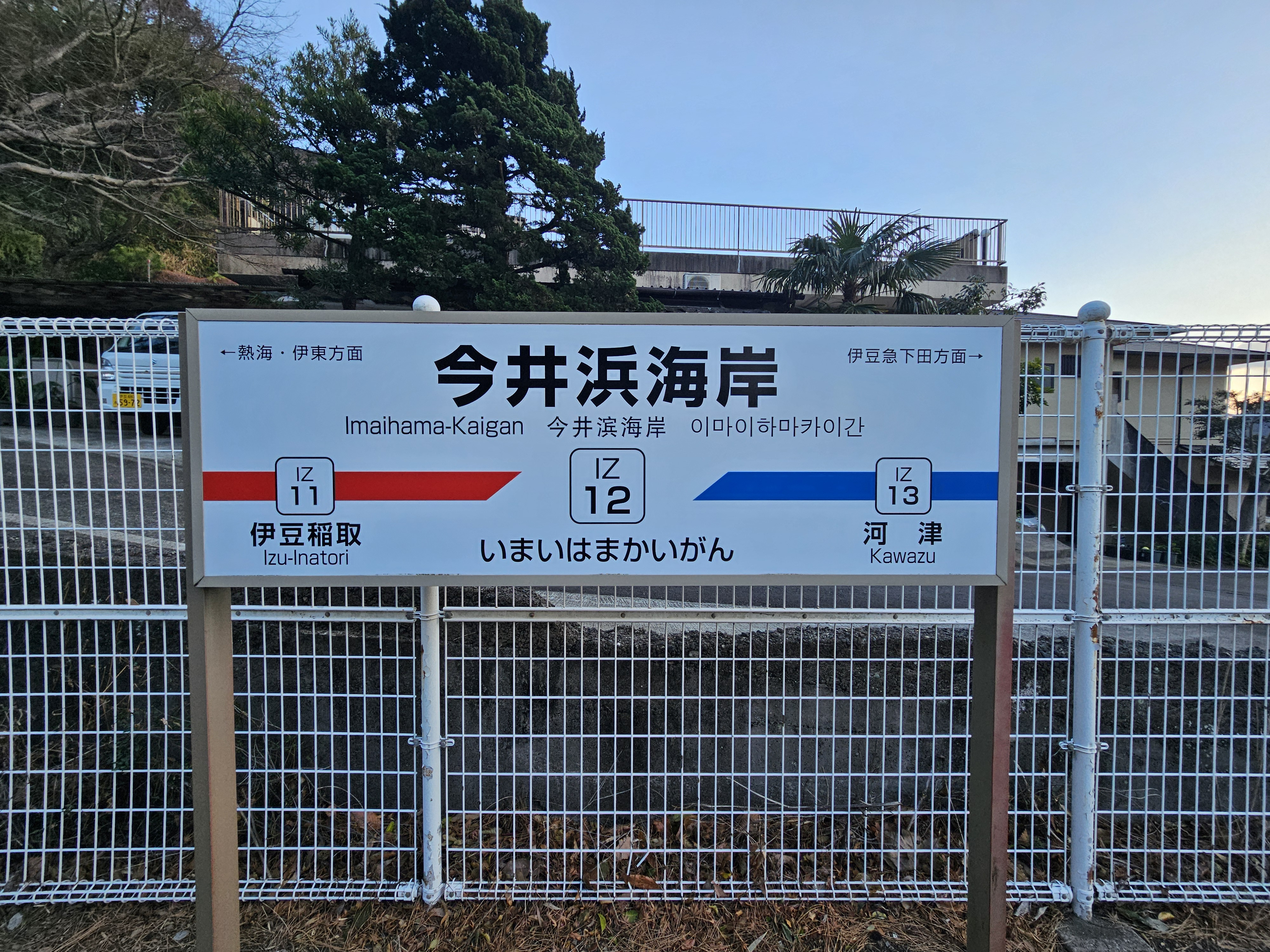
駅名標

### 構内
- Suica及びSuicaと相互利用可能なICカード（PASMO等）は、伊豆急行線内全駅で利用可能であるが、当駅にチャージ機は設置されず、チャージサービスには対応していない。

## 利用状況
- 2020年（令和2年）度の1日平均乗車人員は86人である。

近年の1日平均乗車人員の推移は以下の通り。
| 年度               | 1日平均 乗車人員 | 出典     |
| ------------------ | ---------------- | -------- |
| 1993年（平成05年） | 318              | [ * 1 ]  |
| 1994年（平成06年） | 319              | [ * 2 ]  |
| 1995年（平成07年） | 285              | [ * 3 ]  |
| 1996年（平成08年） | 257              | [ * 4 ]  |
| 1997年（平成09年） | 207              | [ * 5 ]  |
| 1998年（平成10年） | 195              | [ * 6 ]  |
| 1999年（平成11年） | 184              | [ * 7 ]  |
| 2000年（平成12年） | 161              | [ * 8 ]  |
| 2001年（平成13年） | 153              | [ * 9 ]  |
| 2002年（平成14年） | 151              | [ * 10 ] |
| 2003年（平成15年） | 130              | [ * 11 ] |
| 2004年（平成16年） | 126              | [ * 12 ] |
| 2005年（平成17年） | 123              | [ * 13 ] |
| 2006年（平成18年） | 124              | [ * 14 ] |
| 2007年（平成19年） | 127              | [ * 15 ] |
| 2008年（平成20年） | 132              | [ * 16 ] |
| 2009年（平成21年） | 133              | [ * 17 ] |
| 2010年（平成22年） | 115              | [ * 18 ] |
| 2011年（平成23年） | 109              | [ * 19 ] |
| 2012年（平成24年） | 153              | [ * 20 ] |
| 2013年（平成25年） | 153              | [ * 21 ] |
| 2014年（平成26年） | 147              | [ * 22 ] |
| 2015年（平成27年） | 153              | [ * 23 ] |
| 2016年（平成28年） | 146              | [ * 24 ] |
| 2017年（平成29年） | 132              | [ * 25 ] |
| 2018年（平成30年） | 132              | [ * 26 ] |
| 2019年（令和元年） | 137              | [ * 27 ] |
| 2020年（令和02年） | 86               | [ * 28 ] |

## 駅周辺
- 今井浜海水浴場
- 今井浜温泉
- 伊豆今井浜東急ホテル
- 国道135号
- 伊豆今井浜病院（2012年5月1日下田市にあった伊豆下田病院（現伊豆下田診療所）の新築移転に伴い開院）

## バス路線
「今井浜」停留所から、東海バス（下田営業所）の路線が発着する。
- S05：稲取高校上 ※朝夕運転 / 金原車庫 ※夕方運転
- S10：河津七滝 ※夕方運転
- S21（河津町自主運行バス路線）：河津駅 ※平日1便のみさくら幼稚園まで延長運転 / 入谷中村 ※平日・土曜運転

## 隣の駅
伊豆急行
 伊豆急行線
伊豆稲取駅 (IZ11) - 今井浜海岸駅 (IZ12) - 河津駅 (IZ13)

### 記事本文
1. 1 2  『駅の窓口営業形態の変更および終電時刻の繰上げ等につきまして』（PDF）（プレスリリース）伊豆急行、2020年12月18日。オリジナルの2020年12月20日時点におけるアーカイブ。2020年12月21日閲覧。

### 利用状況
静岡県統計年鑑
1. ↑  静岡県統計年鑑1993（平成5年） (PDF)
2. ↑  静岡県統計年鑑1994（平成6年） (PDF)
3. ↑  静岡県統計年鑑1995（平成7年） (PDF)
4. ↑  静岡県統計年鑑1996（平成8年） (PDF)
5. ↑  静岡県統計年鑑1997（平成9年） (PDF)
6. ↑  静岡県統計年鑑1998（平成10年） (PDF)
7. ↑  静岡県統計年鑑1999（平成11年） (PDF)
8. ↑  静岡県統計年鑑2000（平成12年） (PDF)
9. ↑  静岡県統計年鑑2001（平成13年） (PDF)
10. ↑  静岡県統計年鑑2002（平成14年） (PDF)
11. ↑  静岡県統計年鑑2003（平成15年） (PDF)
12. ↑  静岡県統計年鑑2004（平成16年） (PDF)
13. ↑  静岡県統計年鑑2005（平成17年） (PDF)
14. ↑  静岡県統計年鑑2006（平成18年） (PDF)
15. ↑  静岡県統計年鑑2007（平成19年） (PDF)
16. ↑  静岡県統計年鑑2008（平成20年） (PDF)
17. ↑  静岡県統計年鑑2009（平成21年） (PDF)
18. ↑  静岡県統計年鑑2010（平成22年） (PDF)
19. ↑  静岡県統計年鑑2011（平成23年） (PDF)
20. ↑  静岡県統計年鑑2012（平成24年） (PDF)
21. ↑  静岡県統計年鑑2013（平成25年） (PDF)
22. ↑  静岡県統計年鑑2014（平成26年） (PDF)
23. ↑  静岡県統計年鑑2015（平成27年） (PDF)
24. ↑  静岡県統計年鑑2016（平成28年） (PDF)
25. ↑  静岡県統計年鑑2017（平成29年） (PDF)
26. ↑  静岡県統計年鑑2018（平成30年） (PDF)
27. ↑  静岡県統計年鑑2019（令和元年） (PDF)
28. ↑  静岡県統計年鑑2020（令和2年） (PDF)